# Mil Tunsi
Die Mil Tunsi war eine Längeneinheit in Tunesien und besonders in und um Tunis verbreitet. Das Maß war nur halb so groß wie die Mil Sah´eli oder Mil Sah´ari. Letzteres Maß war mehr im Süden und an der Küste des Landes verbreitet. Beide Maße werden zu den Meilen gezählt, aber gebräuchlich bei größeren Entfernungen war die Tagesreise. In Sousse soll das Maß etwas größer und in Bizerte kleiner als das in Tunis gewesen sein. Die Mil Sah´eli gleicht dem römischen Längenmaß Milliarium, das 1472,5 Meter aufwies. Das Maß ist auch unter Wüstenmeile in die Literatur eingegangen.
- 1 Mil Tunsi = 736 Meter
- 1 Mil Sah´eli = 1472,5 Meter